# Moses Kiptanui
Moses Kiptanui, född 1 oktober 1970, är en kenyansk före detta friidrottare som tävlade i medeldistanslöpning och hinderlöpning. 
Kiptanui slog igenom 1991 då han vann flera GrandPrix-lopp på 3 000 meter hinder. Samma år blev han även världsmästare vid VM i Tokyo. Det var hans första av tre segrar vid VM då han följde upp segern även vid VM 1993 och 1995. 
Kiptanui missade OS 1992 eftersom han misslyckades vid de kenyanska VM-uttagningarna. Vid OS 1996 tog han silver efter landsmannen Joseph Keter. Inte heller vid VM 1997 lyckades Kiptanui ända fram utan slutade ånyo tvåa. 
Kiptanui slog 1992 världsrekordet på 3 000 meter slätt och höll det i två år tills Noureddine Morceli överträffade hans tid. På 3 000 meter hinder noterade Kiptanui två världsrekod och blev den första att springa under 8 minuter. 

## Personliga rekord
- 3 000 meter - 7.27,18
- 3 000 meter hinder - 7.56,16